# میوه گروهه

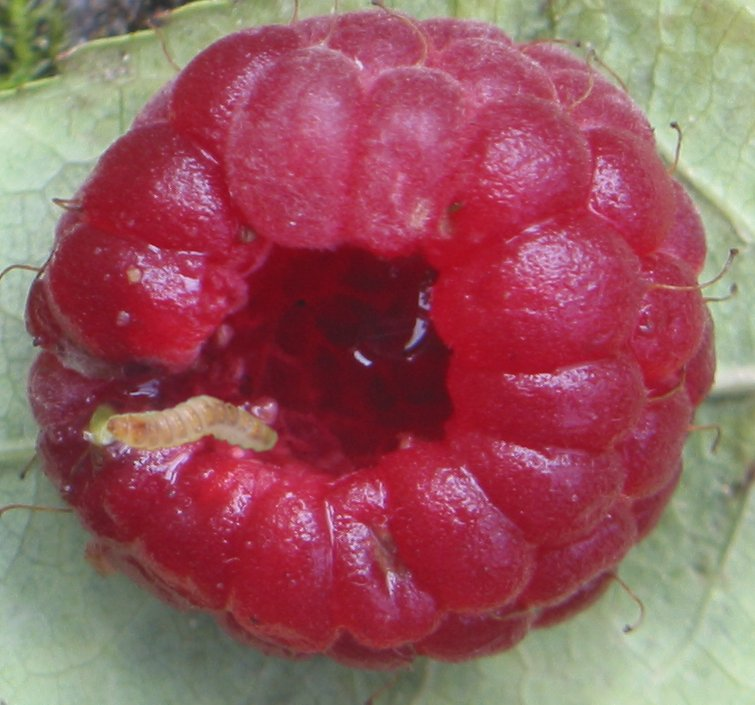
یک میوه تمشک (با لارو سوسک تمشک نشان داده شده‌است) یک میوه گروهه است، مجموعه‌ای از شفت‌ها

میوه گروهه یا میوه انباشته (به انگلیسی: Aggregate fruit) یا etaerio (‎/ɛˈtɪərioʊ/‎) میوه‌ای است که از ادغام چندین تخمدان که در یک گل از هم جدا شده‌اند به وجود می‌آید. در مقابل، یک میوه ساده از یک تخمدان و یک میوه چندگانه از چندین گل به وجود می‌آید. در زبان‌های دیگر به غیر از انگلیسی، معنای دو واژهٔ «گروهه» و «چندمیوه» برعکس شده‌است، به طوری که میوه‌های «مجموعه» چندین گل را با هم ادغام می‌کنند. تفاوت در معنا به دلیل تغییر اصطلاح جان لیندلی است که توسط اکثر نویسندگان انگلیسی زبان دنبال شده‌است.

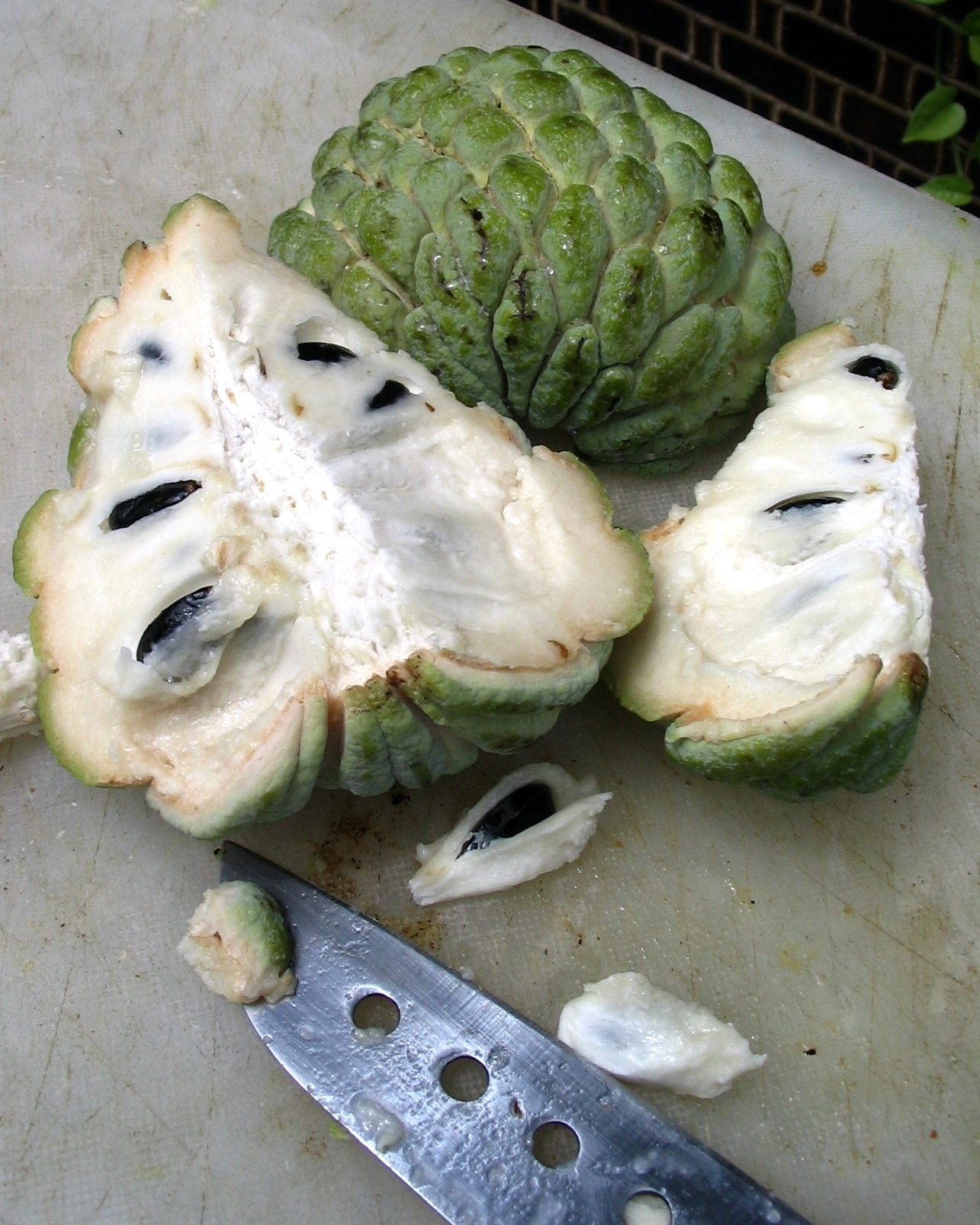
یک میوه سیب شکری از مادگی و ظرف یک گل تشکیل می‌شود